# Melica minuta
Melica minuta — вид рослин родини тонконогові (Poaceae). лат. minuta — «маленький».

## Опис
Стебла 20–50(-80) см, прямостоячі. Листова пластинка 3–14 х 0,1–0,4 см, згорнута, рідше плоска. Волоть 5–14(-22) см, пухка. Колоски 7–10 мм, з 2 родючими квітами. Зернівки бл. 2,2×1 мм, чорнуваті, блискучі. Цвіте з квітня по липень.

## Поширення
Північна Африка: Алжир; Лівія; Марокко; Туніс. Західна Азія: Кіпр; Єгипет — Синай; Ізраїль; Йорданія; Ліван; Сирія; Туреччина. Південна Європа: Албанія; Хорватія; Греція [вкл. Крит]; Італія [вкл. Сардинія, Сицилія]; Македонія; Франція [вкл. Корсика]; Португалія; Іспанія [вкл. Балеарські острови, Канарські острови]. Росте в ущелинах, безплідних кам'янистих місцях і рідколіссі.